# Chun Wei Cheung
Chun Wei Cheung (født 15. april 1972 i Amsterdam, død  14. oktober 2006 sammesteds) var en hollandsk roer.
Cheung var styrmanden i den hollandske otter, der vandt sølv ved OL 2004 i Athen efter en finale, hvor USA vandt guld mens Australien tog bronzemedaljerne. Resten af den hollandske båd bestod af Matthijs Vellenga, Gijs Vermeulen, Jan-Willem Gabriëls, Daniël Mensch, Geert-Jan Derksen, Diederik Simon, Michiel Bartman og Gerritjan Eggenkamp. Sølvmedaljerne kom i hus, efter at hollænderne var blevet nummer to i sit indledende heat og derpå vandt deres opsamlingsheat. I finalen kom hollænderne langsomt fra start og var blot nummer fem midtvejs, inden de i sidste halvdel af løbet var hurtigst og ved målstregen var lidt over et sekund efter de amerikanske vindere, men mere end halvandet sekund foran australierne på tredjepladsen.
Cheung vandt desuden en bronzemedalje som styrmand i toer med styrmand ved VM i 1996 med Leofwin Visman og Remco Schnieders ved årerne.
Cheung blev diagnosticeret med kræft i leveren i 2006 og døde af sygdommen senere samme år.

## OL-medaljer
- 2004:  Sølv i otter